# Tha Tekneek Files
Albums par Kurupt
BlaQKout
(2009) Streetlights
(2010)
Albums par Roscoe
The Frank and Jess Story
(2008)
Tha Tekneek Files est un album collaboratif de Kurupt et Roscoe, sorti le 22 septembre 2009.

## Liste des titres
| No  | Titre                                          | Durée |
| --- | ---------------------------------------------- | ----- |
| 1.  | Intro                                          | 2:16  |
| 2.  | Hood in Ya Life                                | 4:18  |
| 3.  | Chech Chech (featuring Freeway)                | 4:18  |
| 4.  | I'm Bout Mine (featuring Jayo Felony)          | 3:06  |
| 5.  | Walk Away                                      | 4:10  |
| 6.  | Throw Up DPG (featuring Tekneek)               | 3:55  |
| 7.  | Do Whut I Do (featuring Tekneek)               | 3:47  |
| 8.  | This Gang (featuring Bulletz)                  | 4:08  |
| 9.  | Tha House (featuring Gillie da Kid et Tekneek) | 4:31  |
| 10. | Lookin' for 'Em Now                            | 4:22  |
| 11. | Make It Clear (featuring Tristar)              | 4:21  |
| 12. | Back in tha Hood (featuring Tekneek)           | 3:54  |
| 13. | Tha Paper                                      | 3:39  |
| 14. | Gun 4 Gun (featuring Killah Priest)            | 4:02  |